# Будинок Якубяна
«Будинок Якубяна» (араб. عمارة يعقوبيان ʿImārat Yaʿqūbīān) — роман єгипетського письменника Алаа аль-Асвані, виданий у 2002. Став бест-селлером у Єгипті та інших арабомовних країнах. Перекладений багатьма мовами (більш ніж 20). За романом було знято однойменний фільм (2006), який теж набрав великої популярності — як у Єгипті, так і на Заході.

## Зміст
Будинок Якубяна — один з найгарніших будинків Каїру — було побудовано у 1934 мільйонером вірменського походження Хагопом Якубяном (Hagop Yacoubian).
Книга — про повсякденне життя сьогоднішніх мешканців цього будинку. Вона складається з кількох, майже паралельних історій. Автор безжалісно описує проблеми сучасного Єгипту — тотальне хабарництво, бідність, посилення радикального ісламізму.
Головний герой — Закі Дессукі (Zaki Dessouki), 65 років — «останній паша» і «останній джентльмен», — намагається продовжити жити «по-західному», але його стиль життя все більше контрастує з навколишньою реальністю. Інший герой — син консьєржа будинку — розуміє, що попри гарні оцінки ніколи не зможе зробити кар'єру, бо його батьки не мають ані грошей, ані зв'язків. Розчарований, він потрапляє під вплив радикального проповідника і сам стає фанатиком-ісламістом. Ще один герой — крупний бізнесмен — стає депутатом парламенту, заплативши крупний хабар. Але потрапляє у залежність від міністру, який хоче відібрати частину бізнесу.
У достатньо складних ситуаціях опиняються й героїні роману. Сексуальні домагання з боку начальників, майже повна залежність від чоловіків…
Соціальні і політичні аспекти роману не заважають його високій художній якості. Книжка затягує читача з перших сторінок і примушує щиро співчувати героям.